# Manfred Eggstein
Manfred Eggstein (* 28. Januar 1927 in Weingarten (Württemberg); † 15. September 1993) war ein deutscher Internist. Er war Lehrstuhlinhaber und Direktor der Abteilung für Innere Medizin IV an der Universitätsklinik Tübingen.

## Wirken
Nach dem Studium nahm Manfred Eggstein, promoviert zum Dr. med., eine Tätigkeit an der Universität Marburg auf. Die Habilitation erlangte er 1961. An der MTA-Schule Marburg unterrichtete er Klinische Chemie von 1956 bis 1962. Im Jahre 1962 wechselte er an die Universität Tübingen und führte dort auch seine Lehrtätigkeit weiter. Zum Professor wurde er im Jahre 1967 ernannt.
Eggstein war in Tübingen ordentlicher Professor und Direktor der Abteilung Innere Medizin IV der Medizinischen Universitätsklinik und Poliklinik in der Otfried-Müller-Straße. 1970 hatte er ein Diagnostisches Informations-System eingeführt. Ein Aufenthalt in den USA kam seinen Englischkenntnissen zugute.
Er hat mehr als 200 medizinische Fachbeiträge veröffentlicht. 1993 wurde er auf dem Tübinger Bergfriedhof begraben.

## Auszeichnungen
- 1966: Homburg-Preis des Regensburger Kollegiums für ärztliche Fortbildung
- 1967: Felix-Haffner-Preis für Klinische Pharmakologie
- 1969: Hufeland-Preis

## Schriften (Auswahl)
- Chemie, Physiologie und Pathologie der Plasmaneutralfette, 1961
- Macro Creatine Kinase: Determination and Differentiation of Two Types by Their Activation Energies, mit anderen 1982 in: Clin. Chem. 28/1. (1982) p 19-24
- Macro Creatine Kinases: Results of Isoenzyme Electrophoresis and Differentiation of the Immunoglobin-Bound Type by Radioassay mit anderen 1982 in: Clin. Chem. 28/4. (1982) p 618-623
- GC-MS separation and quantitation of 3-carboxy-4-methyl-5-propyl-2-furanpropionic acid and hippuric acid from plasma of patients with renal failure: Application to blood purification methods mit anderen, 1992. doi:10.1002/jhrc.1240150908